# Nuraghe Is Bangius
Il nuraghe Is Bangius è un sito archeologico risalente al II millennio a.C. situato in territorio del comune di Gonnesa, provincia del Sulcis Iglesiente, nella frazione di Nuraxi Figus.

## Descrizione

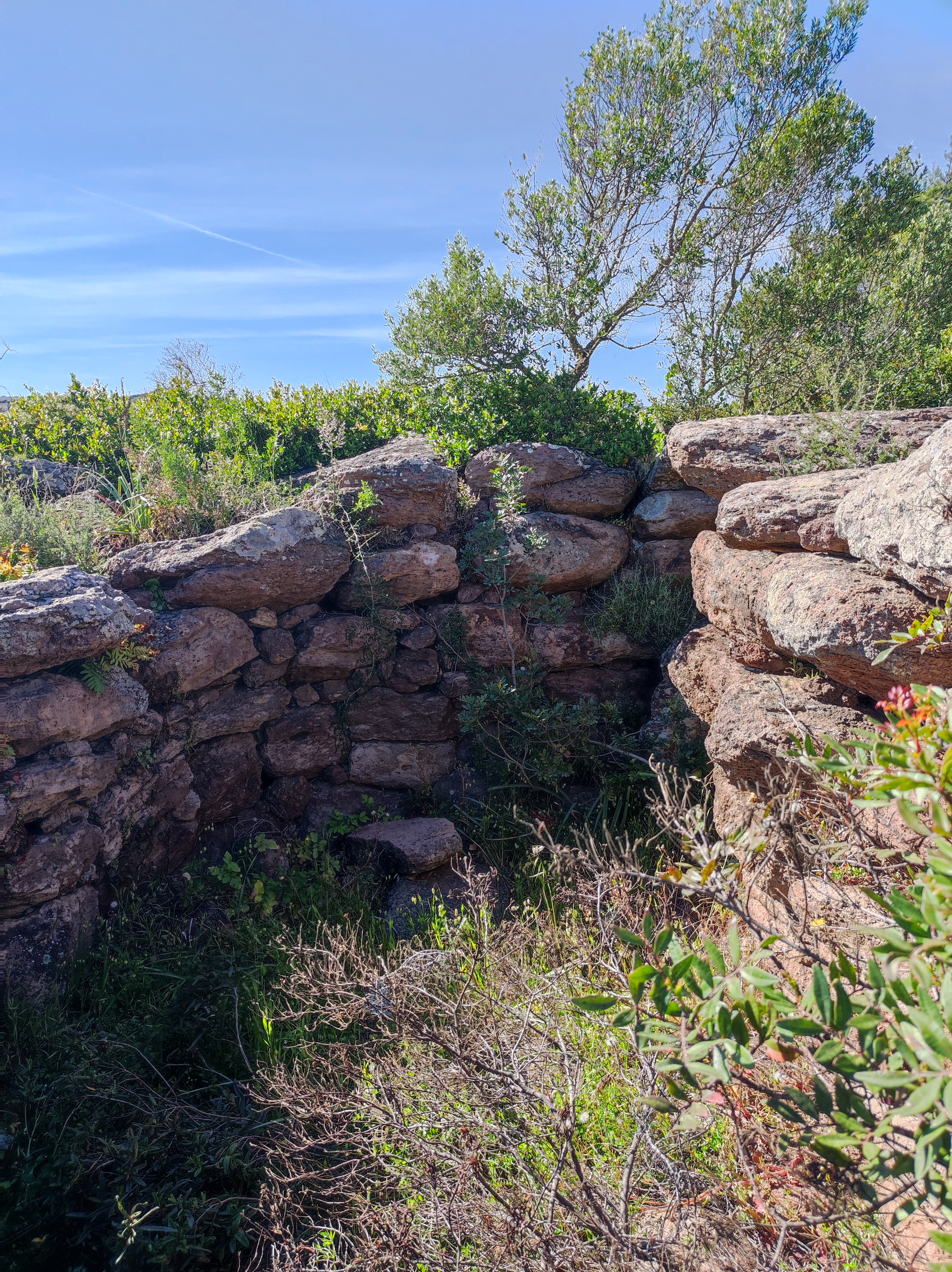
Is Bangius

Sito in una pineta all'ingresso dell'abitato di Nuraxi Figus, si tratta di un protonuraghe, costruzione megalitica che precede il nuraghe a tholos, tipologia rara nel Sulcis-Iglesiente. Ha un'altezza di 2.30 m e la sua lunghezza è di 15 m, mentre la larghezza è di 17.20 m.
È datato all'età del bronzo antica e media. Venne studiato dall'archeologo Antonio Taramelli agli inizi del XX secolo che lo descrisse come: